# باولو تيكسيرا
باولو تيكسيرا (18 نوفمبر 1980 في البرتغال - ) هو لاعب كرة قدم برتغالي في مركز الوسط. لعب مع سبورتينغ لشبونة ونادي أونياو دا ماديرا وفيهرين ساندانسكي وأوفارينسه ديبورتيفا ‏ ونادي بورتيمونينسي وS.C. Lourinhanense ‏ وC.D. Olivais e Moscavide ‏.

## وصلات خارجية
- باولو تيكسيرا على موقع قاعدة بيانات كرة القدم.إي يو (الإنجليزية)